# Église Notre-Dame de Thérondels
L'église Notre-Dame de Thérondels est une église située à Thérondels, en France.

## Localisation
L'église est située sur la commune de Thérondels, dans le département français de l'Aveyron.

## Historique
D'après G. Segret et d'autres historiens, l'abbaye de femmes qui a donné naissance au village a été fondé en 1000 par Gilbert III de Carlat, vicomte de Carlat.
La dotation de l'abbaye a été augmentée au XIIe siècle par Adémar (1099-1144), évêque de Rodez, Guillaume, archidiacre, et Guillaume, prévôt de la cathédrale de Rodez.
Le monastère de Thérondels est réuni en 1185 à l'abbaye Saint-Pierre de Blesle fondée par Ermengarde, comtesse d'Auvergne, en 880. Cette réunion est peut-être à l'origine de l'affirmation par l'abbé Rouquier, curé de Thérondels entre 1725 et 1772, de la création du monastère de Thérondels par la comtesse d'Auvergne en 900. Cette réunion du monastère de Thérondels à celui de Blesle apparaît dans la bulle du pape Lucius II, datée du 4 avril 1185, et donnant la liste des biens de l'abbaye de Blesle.
Le jeudi après Pâques 1284, un accord est signé entre l'abbesse de Blesle et Henri, comte de Rodez concernant les droits de justice à Thérondels.
En 1353, une bulle du pape Innocent IV décide de ramener à l'abbaye de Blesle toutes les religieuses se trouvant dans les prieurés car la règle bénédictine n'y était pas fidèlement observée. Les religieuses quittent le monastère de Thérondels. Un accord est signé en 1354 entre l'abbesse de Blesle et les religieuses sur le partage des biens et des revenus du prieuré de Thérondels qui venait d'être supprimé. Cet accord stipule que les dames religieuses de Thérondels conservent les revenus du prieuré mais que l'abbesse se réserve «la justice, les droits de vestir et d'investir et les émoluments qui leur sont attachés». L'abbesse perçoit aussi une rente foncière de cent livres à Thérondels.
Le chapitre des dames de Thérondels devait payer des charges :
- les portions congrues payées aux curés de Thérondels et de Sinhalac et aux deux vicaires, soit 1 485 livres,
- les décimes payées à la chambre ecclésiastique de Rodez, soit 599 livres et 8 sols,
- les réparations de l'église et du prieuré qui se montaient à environ 150 livres.

Les biens du prieuré étaient administrés par des régisseurs fermiers.
L'abbesse de Blesle nommait les curés de Thérondels.
Les religieuses de l'abbaye de Blesle étaient issues de la noblesse et élisaient l'abbesse jusqu'en 1516. Après le concordat de Bologne l'abbesse est nommée par le roi.
La Révolution supprime le monastère de Blesle et ses dépendances. Ses biens devenus biens nationaux sont vendus.
L'édifice est classé au titre des monuments historiques en 1975.